# Jacek Duda (koszykarz)
Jacek Duda (ur. 3 lipca 1963 w Warszawie) – polski koszykarz występujący na pozycji środkowego, reprezentant Polski.

## Osiągnięcia
NCAA
- Uczestnik rozgrywek NCAA Final Four (1987)

Klubowe
- Mistrz Niemiec (1989)
- Zdobywca Pucharu Niemiec (1989)
- Awans do I ligi z Polonią (1982)

Reprezentacja
- Uczestnik mistrzostw Europy (1991)